# Epicephala subtilis
Epicephala subtilis là một loài bướm đêm thuộc họ Gracillariidae. Loài này có ở Ấn Độ (Tamil Nadu).